# Richard Long
Richard Long (Bristol, 2 de junio de 1945) es un escultor, fotógrafo y pintor inglés, uno de los artistas de land art británicos más conocidos.
Long es el único artista que ha sido seleccionado para el Premio Turner en cuatro ocasiones, y tiene fama de haber rechazado el premio en 1984. Fue nominado en 1984, 1987, 1988 y luego ganó el premio en 1989 por la obra White Water Line. En la actualidad vive y trabaja en Bristol. Small White Pebble Circles

## Primeros años y educación
Nacido en Bristol, Inglaterra, Long estudió en el College of Art de la Universidad del Oeste de Inglaterra en los años de 1962–1965, luego en la Saint Martin's School of Art, Londres, durante 1966-1968. En Saint Martin, estudió con Anthony Caro y Phillip King, y se le asoció estrechamente con su compañero de estudios Hamish Fulton. Un año después de su graduación en St Martin, el artista fue también relacionado estrechamente con la emergencia del land art. También participó en las primeras manifestaciones internacionales tanto del Arte Povera, en 1968 en Amalfi, Italia, como del Earth Art, en la Universidad de Cornell, en 1969 en Nueva York.

## Obra

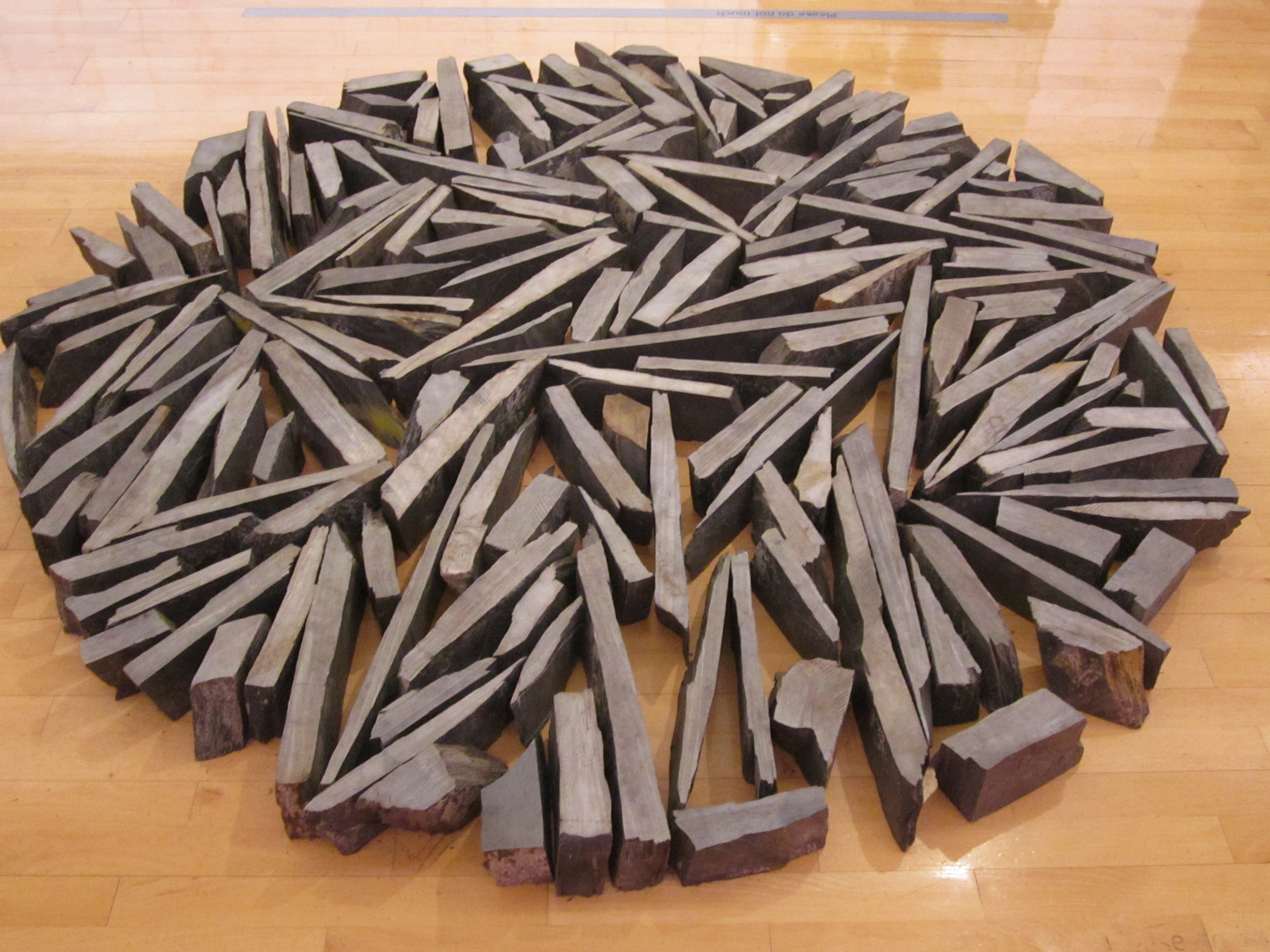
South Bank Circle, obra de Richard Long, Tate Liverpool, Inglaterra (1991)

Long consiguió fama internacional durante la década de 1970 con sus esculturas hechas como resultado de la estructura formal de las formas básicas, Long nunca realiza alteraciones significativas en los paisajes que atraviesa. En su lugar, marca el suelo o ajusta los accidentes naturales de un lugar, levantando piedras, por ejemplo, o haciendo trazos simples. Por lo general trabaja en ele sus épicas caminatas, que lo llevaron a través de las zonas rurales y remotas de Gran Bretaña, o por lugares tan distantes como las llanuras de Canadá, Mongolia y Bolivia. Caminaba en diferentes ocasiones por diferentes razones. A veces, eran recorridos y conceptos predeterminados; pero igualmente la idea de la caminata puede afirmarse en circunstancias azarosas. Guiado por un gran respeto por la naturaleza y por paisaje, pero a veces utiliza materiales naturales en la galería. Empleó diferentes modos de presentación, a veces combinados, para llevar su experiencia de la naturaleza a los museos o galerías. Desde 1981, Long también hizo uso de expresiones pictóricas mediante la aplicación con la mano de barro, en un estado muy líquido, a una pared en configuraciones similares, estableciendo un diálogo entre el gesto primigenio de la impresión de la mano y la elegancia formal de su soporte. Hizo hincapié en que el significado de su obra radica en la visibilidad de sus acciones y no en la representación de un paisaje en particular.
Casi cuarenta años después, su obra continua la dialéctica entre el trabajo libre y efímero en cualquier parte del ancho mundo, y el llevar de vuelta al dominio público de los espacios de arte, y de los libros en forma de esculturas, materias primas como piedras, barro y agua, y obras fotográficas y de texto.
En 2012 el artista participó en la exposición «Ends of the Earth: Land Art bis 1974» [Los extremos de la Tierra: Arte de la Tierra bis 1974] con el trabajo conceptual y rara vez mostrado titulado A Walking Line in the Berner Oberland.

### A Line Made by Walking(1967)
Richard Long, con entonces de 22 años y aún estudiante en la Saint Martin's School of Art de Londres, caminó hacia adelante y hacia atrás a lo largo de una línea recta sobre la hierba de la campiña inglesa, dejando una trazaque luego fotografíó en blanco y negro. La obra, A Line Made by Walking [Una línea hecha al caminar] considerada un hito en el arte contemporáneo, se encuentra en la delgada línea entre la performance (acción) y la escultura (objeto).

La naturaleza siempre ha sido un tema del arte, desde las primeras pinturas en cuevas a la fotografía del paisaje del siglo XX. Quería utilizar el paisaje como un artista de nuevas maneras. Primero empecé a hacer obra fuera usando materiales naturales como la hierba y el agua, y esto llevó a la idea de hacer una escultura al caminar. Esta fue una línea recta en un campo de hierba, que era también mi propio camino, yendo a 'ninguna parte'. En las posteriores obras mapa primeras, registrando paseos muy sencillos pero precisos sobre Exmoor y Dartmoor, mi intención era hacer un nuevo arte que era también una nueva forma de caminar: caminar como arte. Cada paseo seguido mi propio camino único, formal, por una razón original, que era diferente de las demás categorías de caminar, como viajar. Cada paseo, aunque no por definición conceptual, realizó una idea en particular. Por lo tanto caminar —como arte— proporciona una manera simple para mí para explorar las relaciones entre el tiempo, la distancia, la geografía y la medida. Estos paseos se registran en mi obra de la forma más adecuada a cada idea diferente: una fotografía, un mapa, o una obra de texto. Todas estas formas alimentan la imaginación.
Nature has always been a subject of art, from the first cave paintings to twentieth-century landscape photography. I wanted to use the landscape as an artist in new ways. First I started making work outside using natural materials like grass and water, and this led to the idea of making a sculpture by walking. This was a straight line in a grass field, which was also my own path, going 'nowhere'.  In the subsequent early map works, recording very simple but precise walks on Exmoor and Dartmoor, my intention was to make a new art which was also a new way of walking: walking as art. Each walk followed my own unique, formal route, for an original reason, which was different from other categories of walking, like travelling. Each walk, though not by definition conceptual, realised a particular idea. Thus walking – as art – provided a simple way for me to explore relationships between time, distance, geography and measurement. These walks are recorded in my work in the most appropriate way for each different idea: a photograph, a map, or a text work. All these forms feed the imagination.
Richard Long

### Formas

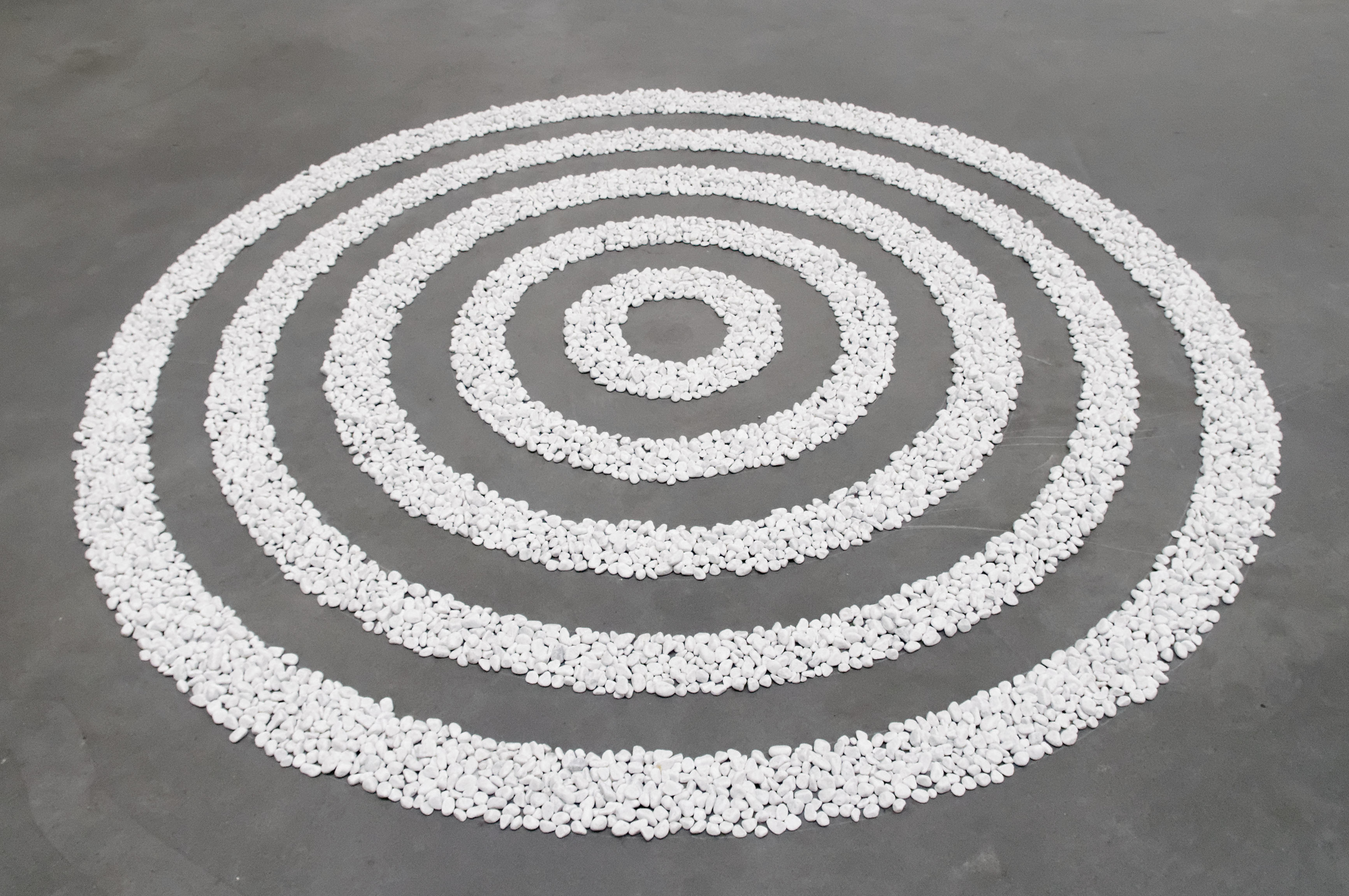
Small White Pebble Circles, Tate Modern, Londres (1987)

El empleo constante de formas arquetípicas, en su mayoría círculos, líneas, cruces y espirales, es inmediatamente perceptible en el trabajo del artista. Por mucho que la apariencia pudiera evocar la antigua connotación monumental, la fuerza de la obra de Long radica en su simplicidad conceptual. La obra aparece solo cuando se pone en escena. No obstante, Long no niega la creencia de que sus acciones de la conexión de las estructuras geométricas simples como círculos con elementos orgánicos, puede alcanzarse a través de fronteras culturales y generacionales:

Creo que los círculos han pertenecido de alguna manera u otra a todas las personas en todas las épocas. Son universales y atemporales, como la imagen de una mano humana. Para mí, eso es parte de su poder emocional, aunque no hay nada simbólico o místico en mi trabajo
I think circles have belonged in some way or other to all people at all times. They are universal and timeless, like the image of a human hand. For me, that is part of their emotional power, although there is nothing symbolic or mystical in my work.
Richard Long

### Piedra, maderas a la deriva y barro

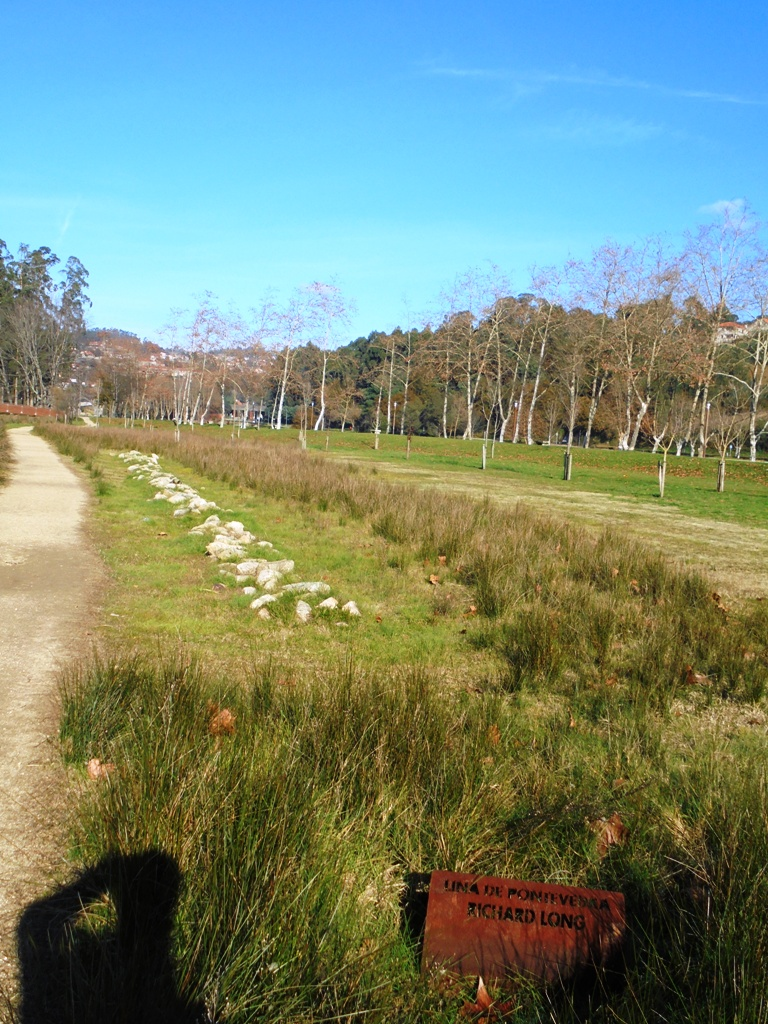
Pontevedra Line, obra de Richard Long, Isla de las Esculturas, Pontevedra (1999)

Long trabaja picos dulces y con materiales autóctonos, como la piedra, la madera y el barro, recogidos en sus numerosos paseos a lo largo del mundo. La piedra es uno de los primeros materiales utilizados por el hombre para las herramientas y uno de sus materiales preferidos. Delabole Slate Circle, un círculo sólido hecho en el suelo con pizarra de la cantera Delabole en Cornualles, fue construida con trozos de pizarra más o menos cortos para retener cuanto fuera posible su carácter natural. La disposición circular es un orden impuesto, pero la planitud de cada pieza es característico de la pizarra, lo que representa un orden natural. En River Avon Driftwood (1976) la suerte y el orden influyen por igual, como en gran parte de la obra de Long. Se compusóa a partir de trozos de madera a la deriva que Long obtuvo en las orillas del río Avon aguas abajo de Leigh Woods, cerca del puente colgante de Clifton, Bristol. Las maderas se utilizaron al azar, espaciadas aproximadamente pero formando con precisión una espiral en sentido antihorario. Los objetos que llegaron a un punto dado por casualidad, a través de la corriente del río, se organizaron en un patrón lógico y antiguo.
Desde 1981, Long también recurrió a expresiones pictóricas mediante la aplicación de barro en un estado muy líquido con la mano sobre una pared en configuraciones similares. Long aplica el barro con sus manos, arrojándolo, dibujando con los dedos o utilizando la huella de sus manos. Aunque puede permitir que la gente lo mire mientras busca en algún lugar piedras, pinta en privado. Los círculos de barro, las partes menos permanentes de sus espectáculos —cuando las exposiciones son más, los círculos están pintados sobre— ayudan a mantener todo unido. El barro que representa la tierra dio un paso a través de sus paseos y la realización de estos "murales", establece un diálogo entre el gesto primigenio de la impresión de la mano y la elegancia formal de su mural. Long hizo hincapié en que el significado de su obra radica en la visibilidad de sus acciones y no en la representación de un paisaje en particular.
Reuniendo juntas las materias primas de formas desiguales en estructuras geométricas, las obras de Long ilustran, como ha explicado, un tema recurrente, la relación entre el hombre y la naturaleza:

Se podría decir que mi trabajo es un equilibrio entre los patrones de la naturaleza y el formalismo de lo humano, ideas abstractas como líneas y círculos. Es donde mis características humanas se encuentran con las fuerzas naturales y los patrones del mundo, y eso es realmente la clase de temas de mi obra.
You could say that my work is a balance between the patterns of nature and the formalism of human, abstract ideas like lines and circles. It is where my human characteristics meet the natural forces and patterns of the world, and that is really the kind of subject of my work.

### Naturaleza vs. galería

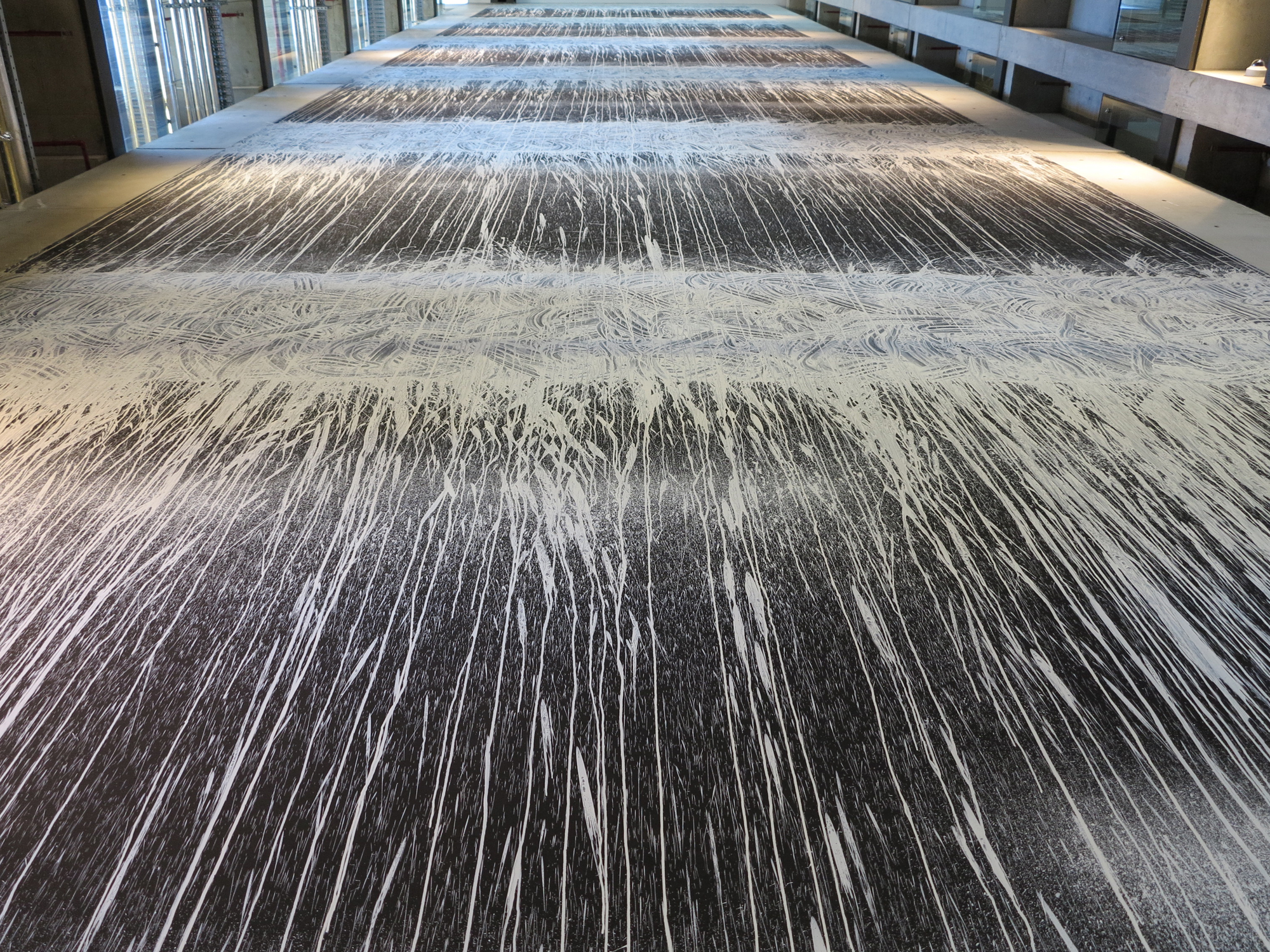
White Water Falls, Garvan Institute, Sídney (2012)

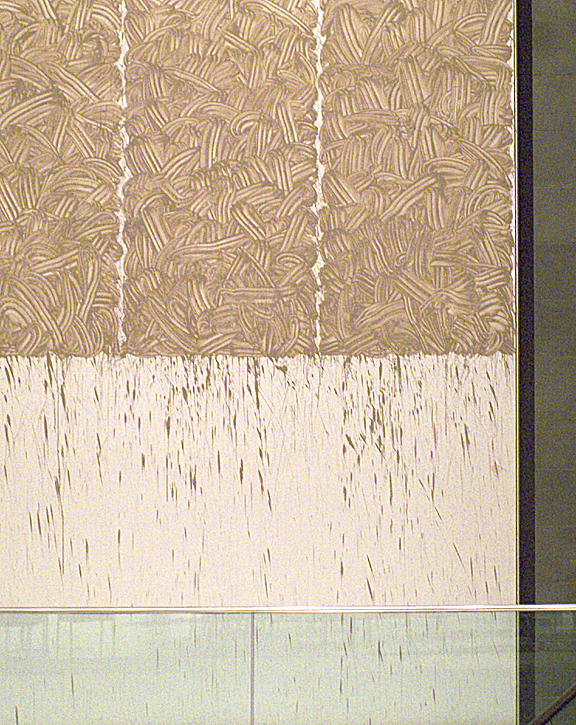
Detalle de Riverlines, Torre Hearst (2006)

Long normalmente trabaja en el paisaje, pero a veces también utiliza materiales naturales en la galería. La escala de sus esculturas es determinada por la respuesta que da a cada lugar en particular o cada paisaje local. En 2000, por primera vez, presentó también obras discretas, de tamaño modesto que pueden colgarse en la pared como cuadros. Son portátiles y permanentes, una desviación de su práctica típica de realizar instalaciones temporales en el lugar.

Las obras interiores y exteriores son complementarios, aunque tendría que decir que la naturaleza, el paisaje, el caminar, está en el corazón de mi trabajo e informa los trabajos de interior. Pero el mundo del arte por lo general se recibe en el 'interior' y tengo un deseo de presentar una obra real en el tiempo y en el espacio público, en lugar de fotos, mapas y textos, que son, por definición, obras de 'segunda mano'. Una escultura alimenta los sentidos en un lugar, mientras que una fotografía o un trabajo de texto (desde otro lugar) alimenta la imaginación. Para mí, estas diferentes formas de mi obra representan libertad y riqueza, que no es posible decir 'todo' de una manera.
The outdoor and indoor works are complementary, although I would have to say that nature, the landscape, the walking, is at the heart of my work and informs the indoor works. But the art world is usually received 'indoors' and I do have a desire to present real work in public time and space, as opposed to photos, maps and texts, which are by definition 'second hand' works. A sculpture feeds the senses at a place, whereas a photograph or text work (from another place) feeds the imagination. For me, these different forms of my work represent freedom and richness – it's not possible to say 'everything' in one way.

Me gusta el hecho de que cada piedra es diferente, una de otra, de la misma manera todas las huellas digitales, o los copos de nieve (o lugares) son únicos, por lo que no dos círculos no pueden ser iguales. En las obras de paisaje, las piedras son del lugar y permanecen allí. Con una escultura de interior hay una razón de trabajo diferente. La obra es por lo general hecha primero para adaptarse a su primer lugar en términos de escala, pero no es específica del sitio; la obra es autónoma ya que se puede re-hacer en otro espacio y lugar. Cuando esto sucede, hay un procedimiento escrito específico a seguir. La selección de las piedras es generalmente al azar; también las piedras individuales estarán en diferentes lugares dentro de la obra cada vez. Sin embargo, es la 'misma' obra cada vez que se vuelve a hacer.
I like the fact that every stone is different, one from another, in the same way all fingerprints, or snowflakes (or places) are unique, so no two circles can be alike. In the landscape works, the stones are of the place and remain there. With an indoor sculpture there is a different working rationale. The work is usually first made to fit its first venue in terms of scale, but it is not site-specific; the work is autonomous in that it can be re-made in another space and place. When this happens, there is a specific written procedure to follow. The selection of the stones is usually random; also individual stones will be in different places within the work each time. Nevertheless, it is the 'same' work whenever it is re-made.
Richard Long

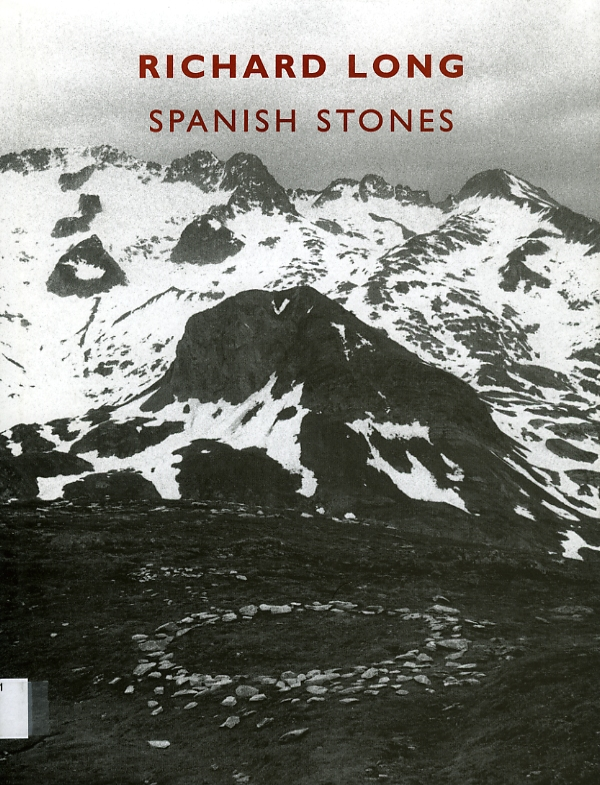
Portada de Spanish Stones.

En Houghton Hall  en Norfolk, el marqués de Cholmondeley encargó una folly para el este de la casa. La obra de land art de Long consiste en un círculo de pizarra galesa al final de un camino a través de la hierba segada.
Instalaciones permanentes incluyen  Riverlines (2006) en la Torre Hearst (de alrededor de 11 x 15 m), que era en ese momento la obra de pared más grande que había hecho); Planet Circle (1991) en el Museo De Pont en Tilburg, Países Bajos; en el Hallen für Neue Kunst Schaffhausen, Suiza; y White Water Falls (2012) en el Garvan Institute de Sídney, Australia.
En España, Richard Long intervino en los años 1994 y 1995 en el programa Arte y Naturaleza de la Diputación Provincial de Huesca. Tras realizar una de sus caminatas artísticas con el objeto de atravesar los Pirineos, el artista creó una intervención efímera titulada A circle in Huesca, frente al macizo de las Maladetas, referenciada en diversas publicaciones. Esta obra fue la primera de lo que constituye hoy la Colección Arte y Naturaleza del CDAN, Centro de Arte y Naturaleza de la Fundación Beulas, en Huesca.

## Premios y distinciones
- 1976 - Representó a Gran Bretaña en el pabellón británico en la Bienal de Venecia, Venecia, Italia.
- 1989 - Premio Turner, Tate Gallery, Londres, UK
- 1990 - Caballero de la Orden de las Artes y las Letras (Chevalier de l’Ordre des Arts et des Lettres) del Ministerio de Cultura de Francia, París, Francia.
- 2001 - Elegido miembro de la Royal Academy of Arts.
- 2005 - California Residency Award, For-Site Foundation, USA
- 2009 - Praemium Imperiale, en la categoría de escultura.
- 2013 - Nombrado Comandante de la Orden del Imperio Británico (CBE) en los Honores del Año Nuevo por sus servicios al arte.[21][22]

## Mercado del arte
La obra de Long Whitechapel Slate Circle (1981) consiguió un precio récord para el artista en 1989, cuando se vendió por 209.000 dólares en Sotheby's en Nueva York. En otra subasta en 1992, la pieza se estima mucho más modestamente en $ 120.000 a $160.000, pero la licitación nunca excedió $110.000; en su lugar, la National Gallery of Art, Washington D. C. la compró en 1994 a través de su marchante Anthony d'Offay.
En los Estados Unidos, Long estuvo representado por la James Cohan Gallery, que se encuentra en la ciudad de Nueva York. En el pasado también había expuesto con Sperone Westwater Gallery, Nueva York. Lisson Gallery representó a Long entre 1973 y 1980. El artista dejó de la Galería de Anthony d'Offay y, cuando D'Offay cerró, se unió a la galería Haunch of Venison, que se cerró en 2013. A principios de 2013, Long se reincorporó a la Lisson Gallery.

## Galería de imágenes

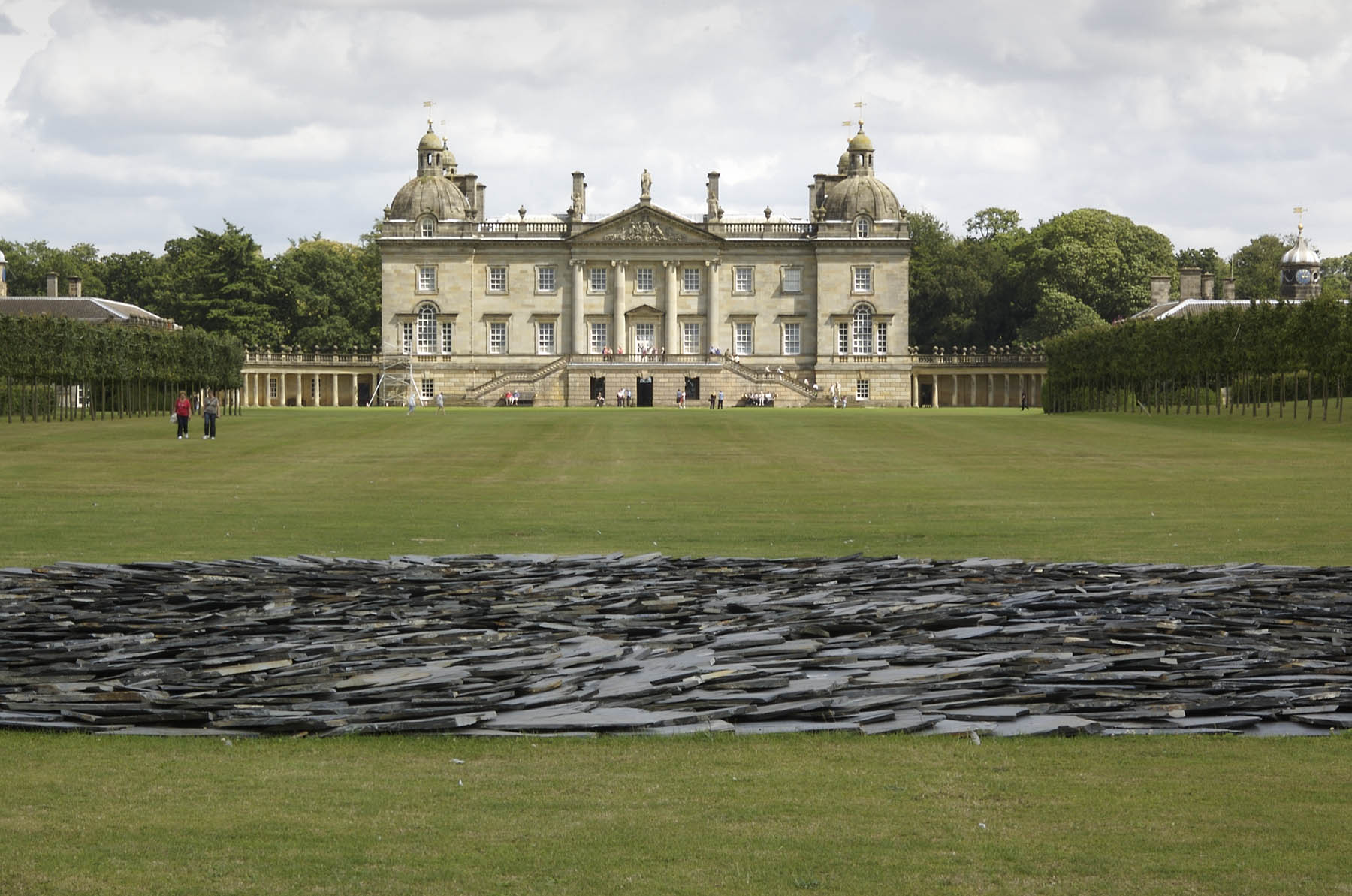
Obra en Houghton Hall
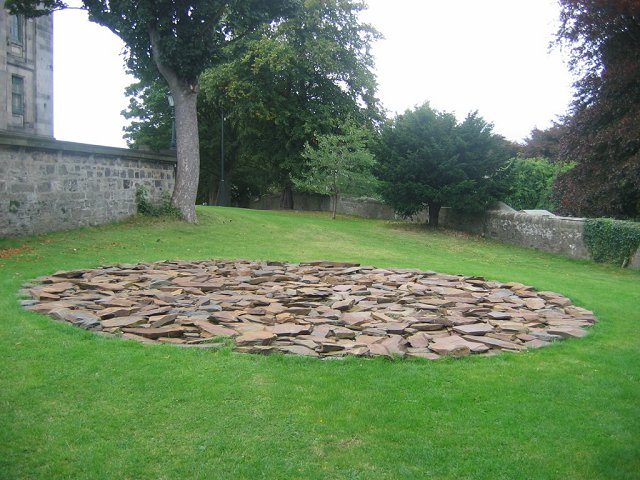
Círculo MacDuff
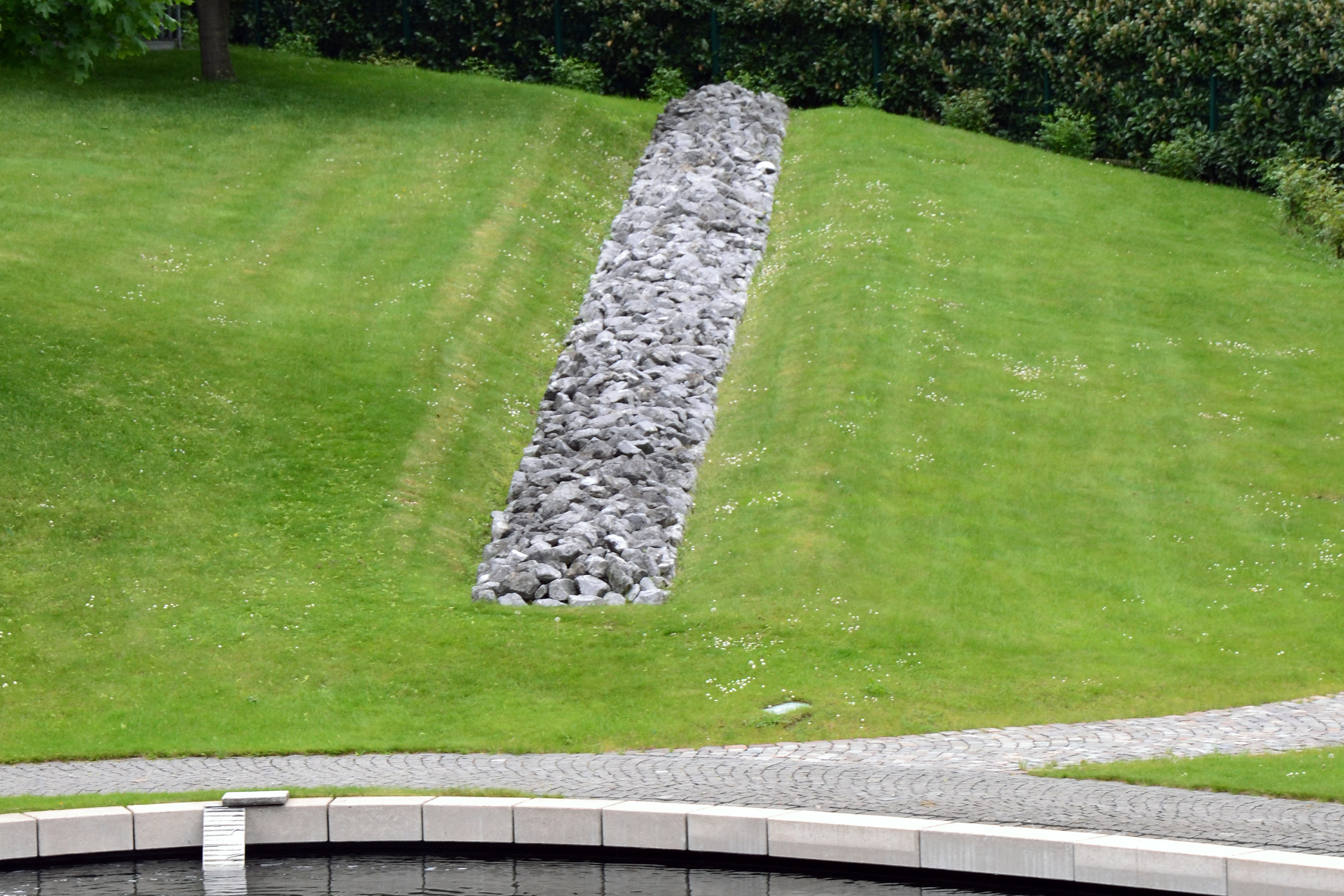
Línea Neandertal
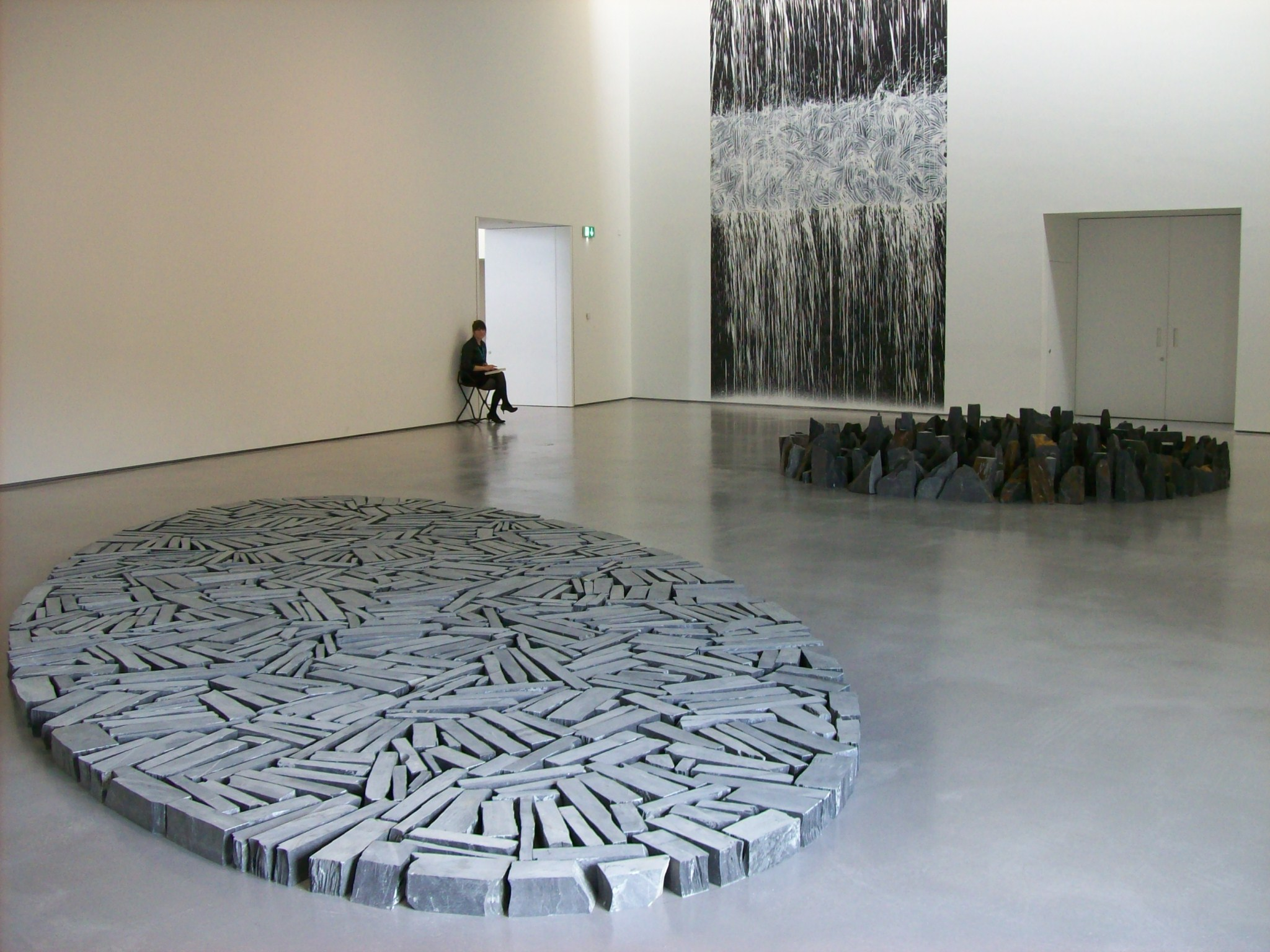
Richard Long en The Hepworth Wakefield

### Exposiciones individuales
- 1969 - Museum Haus Lange, Krefeld
- 1969 - John Gibson Gallery, Nueva York, NY
- 1969 - Konrad Fischer Gallery, Düsseldorf, Alemania
- 1969 - Konrad Fischer Gallery, Düsseldorf, Alemania
- 1969 - Yvon Lambert Gallery, París, Francia
- 1970 - Abteiberg Museum, Mönchengladbach
- 1970 - Konrad Fischer Gallery, Düsseldorf, Alemania
- 1970 - Dwan Gallery, Nueva York
- 1971 - Art & Project, Ámsterdam, Países Bajo
- 1971 - Gian Enzo Sperone Gallery, Torino, Italia
- 1971 - Museum of Modern Art, Oxford, UK
- 1971 - Whitechapel Art Gallery, Londres, UK
- 1972 - The Museum of Modern Art Projects, Nueva York, NY
- 1972 - Yvon Lambert Gallery, París, Francia
- 1973 - Konrad Fischer Gallery, Düsseldorf, Alemania
- 1973 - Lisson Gallery, Londres, UK
- 1973 - Stedelijk Museum, Ámsterdam, Países Bajos
- 1973 - Wide White Space, Antwerp, Bélgica
- 1974 - John Weber Gallery, Nueva York, NY
- 1974 - Scottish National Gallery of Modern Art, Edinburgo, Escocia
- 1975 - Konrad Fischer Gallery, Düsseldorf, Alemania
- 1976 - Arnolfini Gallery, Bristol, UK
- 1976 - British Pavilion, Venice Biennale, Venecia, Italia
- 1976 - Gian Enzo Sperone Gallery, Roma, Italia
- 1976 - Sperone Westwater Fischer Gallery, Nueva York, NY
- 1977 - Galería Akumulatory 2, Poznań, Polonia
- 1977 - Kunsthalle Bern, Switzerland
- 1977 - Lisson Gallery, Londres, UK
- 1977 - National Gallery of Victoria, Melbourne, Australia
- 1977 - Whitechapel Art Gallery, Londres, UK
- 1978 - Art & Project, Ámsterdam, Países Bajos
- 1978 - Austellungsraum Ulrich Ruckriem, Hamburgo, Alemania
- 1978 - Sperone Westwater Fischer Gallery, New York, NY
- 1979 - Anthony d'Offay Gallery, Londres, UK
- 1979 - Museum of Modern Art, Oxford, UK
- 1980 - Fogg Art Museum, Harvard University, Cambridge, MA
- 1980 - Karen and Jean Bernier Gallery, Atenas, Grecia
- 1981 - Anthony d'Offay Gallery, Londres, UK
- 1981 - CAPC, Musee d'Art Contemporain de Bordeaux, Burdeosx, Francia
- 1981 - Konrad Fischer Gallery, Düsseldorf, Alemania
- 1981 - Sperone Westwater Fischer Gallery, Nueva York, NY
- 1982 - Art & Project, Ámsterdam, Países Bajos
- 1982 - National Gallery of Canada, Ottawa, Canadá
- 1982 - Sperone Westwater Fischer Gallery, Nueva York, NY
- 1983 - Anthony d'Offay Gallery, Londres, UK
- 1983 - Arnolfini Gallery, Bristol, UK
- 1983 - Art Agency Tokyo, Tokio, Japón
- 1984 - Anthony d'Offay Gallery, Londres, UK
- 1984 - Coracle Press, Londres, UK
- 1984 - Dallas Museum of Art, Dallas, TX
- 1984 - Konrad Fischer Gallery, Düsseldorf
- 1985 - Anthony d'Offay Gallery, Londres, UK
- 1985 - Gallery Buchmann, Basilea, Suiza
- 1985 - Malmo Konsthall, Malmo
- 1985 - Padiglione d'Arte Contemporanea, Milán, Italia
- 1986 - Gallery Crousel-Hussenot, París, Francia
- 1986 - Palacio de Cristal del Retiro, Madrid, España
- 1986 - Solomon R. Guggenheim Museum, New York, NY[14]
- 1987 - Donald Young Gallery, Chicago, IL
- 1987 - Jean Bernier Gallery, Atenas, Grecia
- 1987 - Musée Rath, Geneva, Suiza
- 1988 - Anthony d'Offay Gallery, Londres, UK
- 1988 - Konrad Fischer Gallery, Düsseldorf
- 1988 - Neue Galerie – Sammlung Ludwig, Aachen
- 1989 - Henry Moore Sculpture Trust Studio, Dean Clough, Halifax, Nueva Escocia
- 1989 - Jean Bernier Gallery, Atenas, Grecia
- 1989 - Kunstverein St Gallen, St. Gallen, Suiza
- 1989 - Sperone Westwater Gallery, Nueva York, NY
- 1990 - Arnolfini Gallery, Bristol, UK
- 1990 - Magasin 3 Konsthall, Estocolmo, Suecia
- 1990 - Tate Gallery, Londres, UK
- 1991 - Hayward Gallery, Londres, UK
- 1991 - Scottish National Gallery of Modern Art, Edinburgo, Scotland
- 1991 - Städtische Galerie im Städelschen Kunstinstitut, Frankfurt, Alemania
- 1991 - Tate Liverpool, Liverpool, UK
- 1992 - Jean Bernier Gallery, Atenas, Grecia
- 1992 - Konrad Fischer Gallery, Düsseldorf, Alemania
- 1994 - ARC, Musee d'Art Moderne de la Ville de Paris, París, Francia
- 1994 - Kunstsammlung Nordrhein-Westfalen, Düsseldorf, Alemania
- 1994 - Museum of Contemporary Art, Sydney, Australia
- 1994 - Philadelphia Museum of Art, Filadelfia, PA
- 1994 - São Paulo Biennale, São Paulo, Brasil
- 1995 - Anthony d'Offay Gallery, Londres, UK
- 1995 - Konrad Fischer, Düsseldorf, Alemania
- 1995 - Sala de Exposiciones de la Diputación de Huesca, España
- 1996 - Modern Art Museum of Fort Worth, Texas
- 1996 The National Museum of Modern Art, Kyoto, Japón
- 1997 - Benesse Museum of Contemporary Art, Naoshima, Japón
- 1997 - Bristol City Museum and Art Gallery, Bristol, UK
- 1997 - Henry Moore Institute, Leeds, UK
- 1998 - Yorkshire Sculpture Park, Bretton Hall, Yorkshire, Wakefield, UK
- 1999 - Bernier/Eliades, Atenas, Grecia
- 1999 - Kunstverein Hannover, Hannover, Alemania
- 2000 - Griffin Contemporary, Los Ángeles[25]
- 2000 - Museo Guggenheim Bilbao, Bilbao, España
- 2000 - James Cohan Gallery, Nueva York, NY[26]
- 2000 - Public Art Fund, New York Projects, Nueva York, NY
- 2000 - Royal West of England Academy, Bristol, UK
- 2001 on Site: Richard Long, Milwaukee Art Museum, Milwaukee, MI
- 2002 - A Moving World, Tate St. Ives
- 2002 - James Cohan Gallery, Nueva York
- 2003 - Galleria Lorcan O'Neill, Roma, Italia
- 2003 - Richard Long: Here and Now and Then, Haunch of Venison, Londres, UK
- 2004 - Kukje Gallery, Seúl, Corea
- 2004 - Richard Long: The Human Touch – O toque humano, Galería Mário Sequeira, Braga
- 2005 - Galleria Lorcan O'Neill, Roma, Italia
- 2006 - Richard Long, Lismore Castle, Lismore, Irlanda
- 2006 - Richard Long: The Path is the Place is the Line, San Francisco Museum of Modern Art, San Francisco, CA
- 2007 - Richard Long: Not Vital, Galerie Tschudi, Zuoz, Switzerland
- 2007 - Richard Long: Walking and Marking, National Galleries of Scotland, Edinburgo
- 2008 - Musée d'Art Moderne et d'Art Contemporain, Niza, Francia
- 2008 - Richard Long, Galleria Lorcan O'Neil, Roma, Italia
- 2009 - Richard Long Exhibition no 277, Haunch of Venison, Berlín, Alemania
- 2009 - Richard Long: Heaven and Earth, Tate Gallery, UK

## Libros
- 2012 South America. Zédélé éditions, Brest, Francia. First edition: 1972, Konrad Fischer, Düsseldorf.

## Exposiciones colectivas
- Junio – julio de 1970 conceptual art arte povera land art at Galleria Civica d'Arte Moderna, Turín, con 44 artistas, incluidos Bruce Nauman, Michael Heizer, Mario Merz, Hamish Fulton, Christo, etc.
- 1 de septiembre – 2 de noviembre de 1981 Natur-Skulptur en el Württembergischer Kunstverein, Stuttgart, con 35 artistas, incluidos Alice Aycock, Hamish Fulton, Michael Heizer, Dennis Oppenheim, Robert Smithson, etc.
- 7 de septiembre – 7 de octubre de 2006 1 + 1 = 2 con Roger Ackling en la Von Lintel Gallery, Nueva York Vonlintel.com.
- 12 de junio – 14 de agosto de 2010 at William Griffin Gallery with James Turrell, Teresita Fernández, Karin Sanders, Peter Wegner, Robert Therrien y Maya Lin.
- 6 de julio – 30 de agosto de 2010 en Torre Abbey con Damien Hirst y Heather Jansch
- 27 de mayo de 2012 – 3 de septiembre de 2013 Ends of the Earth: Land Art to 1974 en el Museum of Contemporary Art, Los Angeles, con cerca de 100 artistas, incluidos Vito Acconci, Carl Andre, Keith Arnatt, Alice Aycock, John Baldessari, etc.
- 11 de octubre de 2012 – 20 de enero de 2013 Ends of the Earth: Land Art bis 1974 at Haus der Kunst, Múnich, con cerca de los mismos 100 artistas.